# عملیات والفجر ۹

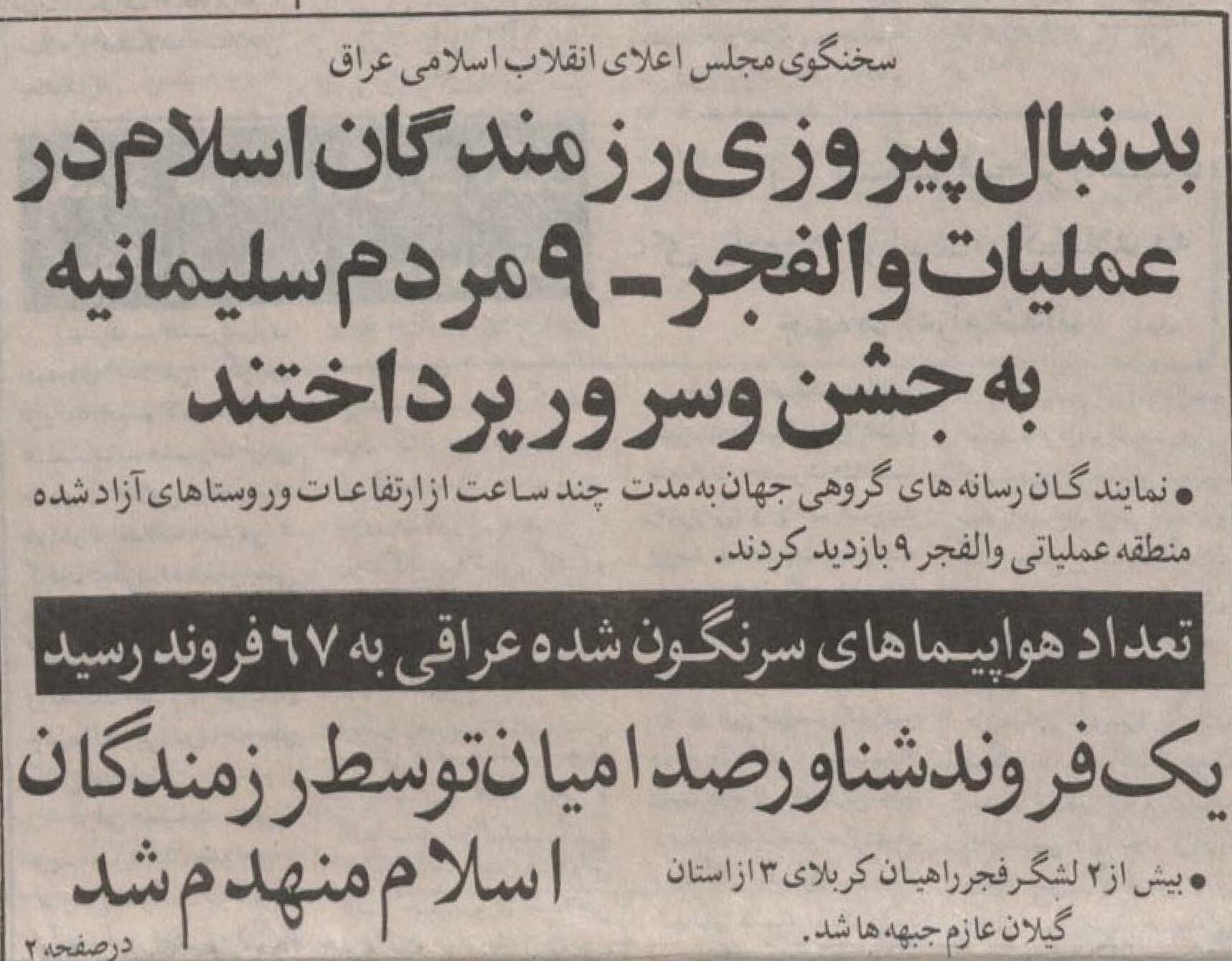
روزنامه رسالت، دوشنبه ۱۲ اسفند ۱۳۶۴

عملیات والفجر ۹ با رمز یا الله در محور سلیمانیه - چورتا به صورت نیمه گسترده در تاریخ ۵ اسفند ۱۳۶۴ به فرماندهی سپاه پاسداران و با همکاری ارتش انجام شد. در این حمله، قصد شده بود تا سلیمانیه تصرف شود.

## اهداف و اهمیت عملیات
انجام یک مرحله عملیات از مراحل پیش‌بینی شده برای تصرف سلیمانیه، آماده‌سازی منطقه برای عملیات بعدی، به جلو کشاندن عقبه‌ها و کاهش فاصله خودی با عراقی‌ها، کاستن از فشار عراقی‌ها در جبهه فاو از اهداف ایرانی‌ها برای این حمله بود.

## منطقه عملیات
منطقه عملیاتی والفجر ۹ با دو جاده از دهانه شیلر و منطقه چومان به شهرهای مریوان و بانه متصل می‌شود. این منطقه کوهستانی، صعب العبور و دارای زمستان سختی است. ارتفاعات گامو، رت، هزار کانیان، سورکوه و حلوان به عنوان مهم‌ترین ارتفاعات محور شمالی محسوب می‌شوند. مهم‌ترین شاخص این منطقه، شهر چوارتا است که تا سلیمانیه کمتر از ۱۵ کیلومتر فاصله دارد. این شهر به همراه ارتفاع «سارسیر» از موقعیتی کلیدی برخوردار است؛ به طوری که از این نقطه می‌توان به سمت محورهای سلیمانیه، سد دوکان، مائوت و … مانور کرد.

## شرح عملیات
عملیات در سه محور ترسیم شده بود. نیروها می‌بایست در محور اول (جناح راست) نهایتاً به سوی ارتفاعات کوخ نم نم و در محور دوم (جناح چپ) نیز به سوی قله ناصر و یال‌های شاخ کوهان پیش‌روی کنند. همچنین، در محور سوم (جناح میانی) که محور اصلی عملیات بود، می‌بایست ارتفاعات موبرا، مامخلان و پلنگه سور تصرف می‌شد. قرارگاه رمضان نیز مأموریت داشت ضمن انجام شناسایی، کار انتقال نیروها را به منظور انجام دیده‌بانی روی عقبه‌های دشمن و انجام عملیات انهدامی روی پل‌های ارتباطی، قرارگاه‌های فرماندهی و توپخانه‌های دشمن به عهده گیرد و جاده‌ها را نیز ناامن سازد. فرماندهی این عملیات در ارتش برعهده علی صیاد شیرازی بود.
در ۵ اسفند ۱۳۶۴، عملیات با رمز یا الله در ساعت ۲۴ شروع شد. مرحله اول این عملیات، با موفقیت در دو روز پس از آغاز عملیات، سبب شد تا مرحله دوم آغاز شود. پس از ۸ روز درگیری، مناطق گرفته شده توسط ایرانی‌ها، مجدد به دست عراقی‌ها افتاد. در این عملیات نیروهای عراقی از سلاح‌های شیمیایی استفاده کردند. در این عملیات، چند پاسگاه مرزی بخشی از ارتفاعات کانا، شله کوران، تنگه سور، موبرا، ماخلان، کانی ماران، سرو ارتفاعات ۱۴۷۰ و ۱۴۸۹ آزادسازی شدند.

## استعداد و تلفات و خسارات

### عراق[۲]
لشکر ۳۴ پیاده - تابع سپاه یکم - با تیپ‌های ۱۰۵ و ۵۰۴ پیاده مسئولیت پدافند از منطقه را به عهده داشت. قرارگاه این لشکر در چوارتا بود و تیپ ۱۰۵ در منطقه عمومی گامو و تیپ ۵۰۴ در منطقه عمومی چوارتا مستقر بودند. با شروع عملیات والفجر ۹، یگان‌های زیر نیز وارد منطقه شدند:
- تیپ‌های ۱۰۶ و ۴۴۲ پیاده
- تیپ کماندویی سپاه یکم
- چهار گردان مستقل کماندویی
- ۱۷ گردان جاش
- یک گردان تانک
- شش گردان توپخانه

### ایران[۲]
دو گردان توپخانه از سپاه و دو گردان توپخانه از ارتش وظیفه پشتیبانی آتش را بر عهده داشتند. قرارگاه تاکتیکی رمضان نیز با مأموریت تعیین شده، تحت امر قرارگاه نجف بود. قرارگاه نجف اشرف با پنج تیپ مستقل سپاه پاسداران هدایت عملیات را بر عهده داشت:
- تیپ ۲۹ نبی‌اکرم (ص) با سه گردان پیاده
- تیپ ۵۷ ابوالفضل (ع) با سه گردان پیاده
- تیپ ۱۱۰ شهید بروجردی با چهار گردان پیاده
- تیپ ۱۰۵ قدس با پنج گردان پیاده
- تیپ ۱۵۵ ویژه شهدا با ۱۰ گردان پیاده و یک گردان تانک

یک فروند هواپیما، یک فروند هلیکوپتر، ۲۰ دستگاه تانک، ۹۰ دستگاه خودرو، ۱۰ قبضه ضدهوایی، مقدار زیادی سلاح سبک و نیمه سنگین از جمله خسارات عراقی‌ها در این عملیات بود. ۳ گردان از تیپ ۵۰۴، یک تیپ، یک گردان کماندویی گردان ۹۴ توپخانه، گردان ۴ تانک تیپ ۷۰۳ هم از تلفات و خسارات این نیروها بود. تعداد کشتگان عراقی در این نبرد را ۱۶۳۴ نفر گفته‌اند. ۲۵۰ نفر از نیروهای عراقی هم اسیر شدند.

## برای مطالعهٔ بیشتر
- محسن رشید، گزارشی کوتاه/ مرکز مطالعات و تحقیقات جنگ سپاه پاسداران انقلاب اسلامی، ویرایش: مهدی انصاری، تهران: سپاه پاسداران انقلاب اسلامی، مرکز مطالعات و تحقیق جنگ، ۱۳۷۸، شابک: ۹۶۴-۶۳۱۵-۳۳-x